# دژان استانکوویچ
دژان استانکوویچ (به صربی: Дејан Станковић) (زادهٔ ۱۱ سپتامبر ۱۹۷۸) بازیکن پیشین و سرمربی کنونی فوتبال اهل صربستان است. وی هم‌اکنون هدایت باشگاه فوتبال اسپارتاک مسکو را برعهده دارد.
او تاکنون در تیم‌های باشگاهی ستاره سرخ بلگراد، لاتزیو، اینتر میلان به عنوان بازیکن حضور داشته‌است. وی در سه جام جهانی با ۳ تیم مختلف حضور داشته‌است. در جام جهانی ۱۹۹۸ در تیم ملی یوگسلاوی سابق و در جام جهانی ۲۰۰۶ با تیم ملی صربستان و مونته‌نگرو و هم‌چنین در جام جهانی ۲۰۱۰ در تیم ملی صربستان حضور داشته‌است.

## نیم نگاه
دژان هافبکی تهاجمی است که قادر به انجام بازی در جناحین و هافبک مرکزی و هافبک دفاعی نیز هست. دکی لقب او در ایتالیاست. او به پاسهای دقیق و اثرگذار، بازیسازی و شوتهای از راه دورش مشهور است. در ۱۳ ژوئن ۲۰۱۰، استانکوویچ اولین بازیکنی شد که در سه تیم ملی مختلف (یوگسلاوی، صربستان و مونتنگرو، صربستان) بازی کرده‌است.

## دوران کودکی
استانکوویچ در شهر زمون که یکی از توابع بلگراد است به دنیا آمد، والدین او بوریسلاو و دروگیکا هر دو بازیکن فوتبال بودند.

## ستاره سرخ بلگراد
استانکوویچ فوتبال را در شهرش و باشگاه اف کی تله اوپتیک آغاز کرد و زمانی که تنها ۱۴ سال داشت به عضویت تیم جوانان ستاره سرخ بلگراد درآمد. مربی او در این زمان، پیژون پترویچ بود. دژان همبازی نیکولا لازتیچ و نناد لالاتویچ بود.
در فصل ۱۹۹۵–۱۹۹۴ اولین بازیش را برای تیم بزرگسالان تحت رهبری جوپکو پترویچ برابر اُ اف کی بئوگراد انجام داد. میان بزرگانی چون رمبو پتکوویچ، دارکو کواسویچ و نبوشا کروپنیکوویچ، دژان ۱۶ ساله تنها ۷ بازی در یک فصل انجام داد و در بردن دو جام سهم اندکی داشت.
او اولین گلش را برابر باداکنوست پودگوریکا به ثمر رساند و خیلی زود در ترکیب اصلی قرار گرفت و محبوب هواداران شد. قبل از آغاز فصل ۱۹۹۸–۱۹۹۷ او در ۱۹ سالگی کاپیتان تیم شد و جوانترین کاپیتان تاریخ باشگاه لقب گرفت. هر چند ستاره سرخ قهرمان لیگ نشد ولی او دو بار جام حذفی را بالای سر برد.
در دهه ۹۰ ستاره سرخ به علت تحریم شدن یوگسلاوی توسط آمریکا، جامهای اروپایی را از دست داد، این تحریم در فصل ۱۹۹۷–۱۹۹۶ برداشته شد و استانکوویچ نقش بزرگی در پیروزی تیمش برابر کایزرسلاترن و قهرمانی در جام برندگان جام اروپا داشت.
او در ۹۶ بازی ۳۵ گل به ثمر رساند

## لاتزیو
در تابستان ۱۹۹۸ او با مبلغ ۲۴ میلیون مارک (۷٫۵ میلیون یورو) به لاتزیو پیوست. او در اولین حضورش در لیگ ایتالیا در روز ۱۳ سپتامبر ۱۹۹۸ موفق به گلزنی شد، لاتزیو در آن زمان در هر پستی بهترین بازیکنان دنیا را در اختیار داشت ولی دژان خیلی زود در حضور خوان سباستین ورون، پاول ندود و روبرتو مانچینی جای خود را در تیم محکم کرد. ترکیب تکرار نشدنی او با مانچینی و ندود از عوامل اصلی موفقیت لاتزیو در پایان هزاره بود. او لقب ایل دراگونه (اژدها) را دریافت کرد و بعد از چهار سال و نیم حضور موفق در بیانکوچلستی به اینتر پیوست.
او در ۲۰۵ بازی ۳۳ گل به ثمر رساند

## اینتر
در آن روزها لاتزیو با مشکلات مالی مواجه، و مجبور به فروش ستاره‌هایش شد. در ژانویه ۲۰۰۴ که یوونتوس بیشتر به خرید دژان نزدیک بود، اینتر با ۴ میلیون پیشنهاد بیشتر و دادن نیمی از مالکیت گوران پاندف به لاتزیو، استانکوویچ را بدست آورد. شاید مربیگری همبازی سابقش روبرتو مانچینی یکی از دلایل حضورش در اینتر بود. در فوریه ۲۰۰۴ اولین بازیش را برای اینتر انجام داد و در روز ۲۱ فوریه ۲۰۰۴ در دربی دلا مدونینا با گلی تماشایی از روی نقطه کرنر باعث پیروزی ۱–۰ اینتر برابر آث میلان شد.
در روز ۷ می ۲۰۰۶ صدمین بازیش را برابر اینتر انجام داد، گلهای تماشایی او باعث محبوبیت بی حد وحصرش بین هواداران نراتزوری شد.
در ۷ فوریه ۲۰۰۹ با گلزنی برابر لچه دویستمین بازیش را برای اینتر جشن گرفت. در ۱۵ فوریه همان سال دژان گل پیروزی اینتر را در دویست و هفتادمین دربی میلان به ثمر رساند و اینتر در آن سال چهارمین جام پیاپی را کسب کرد.
فصل ۲۰۱۰–۲۰۰۹ برای دژان فوق‌العاده آغاز شد. در ۲۹ می که به جای کامبیاسوی مصدوم در پست هافبک دفاعی برابر میلان بازی می‌کرد، چهارمین گل تیم را از فاصله ۲۷ متری به ثمر رساند. گلزنی‌های پیاپی او برابر روبین کازان و اودینزه او را بیش از پیش در قلب مورینیو جای داد. او همچنین گلی عجیب را از ۵۴ متری به مارکو آملیا زد.
او تا کنون در ۲۵۲ بازی ۳۵ گل به ثمر رسانده‌است

## بازیهای ملی
استانکوویچ اولین بازیش در عرصه ملی را با پیراهن تم یوگسلاوی سابق برابر کره جنوبی انجام داد و دو گل برای برتری ۳–۱ تیمش به ثمر رساند. او همچنین در جام جهانی ۹۸ و یورو ۲۰۰۰ نیز شرکت داشت.
بعد از فروپاشی یوگسلاوی، او با شماره ۱۰ در جام جهانی ۲۰۰۶ در تیم صربستان و مونتنگرو حضور داشت و بازوبند کاپیتانی بر بازوی ساوو میلوسویچ بود. در جام جهانی ۲۰۱۰ او کاپیتان تیم صربستان بود ولی این تیم در دور گروهی از گردونه مسابقات کنار رفت.
او در ۹۱ بازی ملی خود ۱۵ گل به ثمر رسانده‌است.

## افتخارات

### به عنوان بازیکن
ستاره سرخ بلگراد
- لیگ دسته اول صربستان و مونته‌نگرو(۱): ۹۵–۱۹۹۴
- جام حذفی فوتبال صربستان و مونته‌نگرو(۳): ۹۵–۱۹۹۴، ۹۶–۱۹۹۵، ۹۷–۱۹۹۶

لاتزیو
- سری آ(۱): ۲۰۰۰–۱۹۹۹
- جام حذفی فوتبال ایتالیا(۱): ۲۰۰۰–۱۹۹۹
- سوپر جام فوتبال ایتالیا(۲): ۱۹۹۸، ۲۰۰۰
- جام برندگان جام اروپا(۱): ۹۹–۱۹۹۸
- سوپر جام اروپا(۱): ۱۹۹۹

اینتر میلان
- سری آ(۵): ۰۶–۲۰۰۵، ۰۷–۲۰۰۶، ۰۸–۲۰۰۷، ۰۹–۲۰۰۸، ۱۰–۲۰۰۹
- کوپا ایتالیا(۴): ۰۵–۲۰۰۴، ۰۶–۲۰۰۵، ۱۰–۲۰۰۹، ۱۱–۲۰۱۰
- سوپر جام فوتبال ایتالیا(۴): ۲۰۰۵، ۲۰۰۶، ۲۰۰۸، ۲۰۱۰
- لیگ قهرمانان اروپا(۱): ۱۰–۲۰۰۹
- لیگ اروپا(۱): ۹۸–۱۹۹۷
- جام باشگاه‌های جهان(۱): ۲۰۱۰

### به عنوان مربی
ستاره سرخ بلگراد
- سوپر لیگ فوتبال صربستان(۳): ۲۰–۲۰۱۹، ۲۱–۲۰۲۰، ۲۲–۲۰۲۱
- جام حذفی فوتبال صربستان(۲): ۲۱–۲۰۲۰، ۲۲–۲۰۲۱

فرنتس‌واروش
- لیگ دسته اول فوتبال مجارستان(۱): ۲۴–۲۰۲۳